# John Coates
John Henry Coates (ur. 26 lutego 1945 w Possum Brush w Nowej Południowej Walii w Australii, zm. 9 maja 2022 w Cambridge) – australijski matematyk, profesor czystej matematyki na University of Cambridge.

## Życiorys
Ukończył studia na Australijskim Uniwersytecie Narodowym (BSc). Doktoryzował się w 1969 w Trinity College Uniwersytetu w Cambridge (promotor: Alan Baker). Był adiunktem na uniwersytetach Harvarda i Stanforda. W 1977 wrócił do Australii i został profesorem swojej macierzystej uczelni (Australijskiego Uniwersytetu Narodowego). Następnie przeniósł się do Francji, gdzie był profesorem Université Paris-Sud w Orsay i École normale supérieure w Paryżu. Od 1986 do śmierci pracował na Wydziale DPMMS (Department of Pure Mathematics and Mathematical Statistics) Uniwersytetu Cambridge, którym zarządzał w latach 1991–1997. Od 1985 członek Royal Society.
Zajmował się teorią Iwasawy, teorią liczb i arytmetyczną geometrią algebraiczną.